# Narrativer Journalismus
Narrativer Journalismus (auch Erzähljournalismus) ist ein journalistisches Genre, das eine erzählende Vermittlung von Inhalten an das Publikum verfolgt. 

## Definition und Charakteristika
Als zentrales Merkmal des narrativen Journalismus kann aufgeführt werden, dass er narrative Texte produziert. Dem Kommunikationswissenschaftler Patrick Weber zufolge haben narrative Texte „ein konkretes Ereignis, ein raum-zeitlich abgrenzbares Geschehen, zum Inhalt, während nicht-narrative Texte auch statische Sachverhalte beschreiben, primär erklärend oder argumentativ sein können“.
Charakteristisch für narrativen Journalismus ist ferner, dass Geschehnisse aus einer sehr persönlichen, subjektiven Perspektive beschrieben und schließlich in einer Geschichte verarbeitet werden. Im Mittelpunkt des Genres stehen meist Geschichten von Menschen und ihren Emotionen, die in reale Gegebenheiten eingebettet sind.

## Verbreitung
In den USA bemüht sich vor allem die Nieman Foundation for Journalism an der Harvard University um narrativen Journalismus – sie hat zwischen 2002 und 2009 jährlich Konferenzen zu diesem Thema organisiert.
Ansonsten findet man Narrationen vor allem in journalistischen Langformen, zu nennen sind etwa US-amerikanische Printmedien wie The New Yorker oder Rolling Stone. Auch im Online-Journalismus wird unter dem Begriff des (digitalen) Storytellings vermehrt auf narrative Erzählweisen zurückgegriffen. Zunehmend werden auch die langen Formen des Fernsehdokumentarismus und Fernsehmagazinjournalismus narrativ produziert.
Im deutschsprachigen Raum (Deutschland, Österreich und Schweiz) nimmt vor allem die Autorengemeinschaft Hermes Baby eine Vorreiterrolle in der Verbreitung und Weiterentwicklung des Erzähljournalismus ein. Neben den Textveröffentlichungen ihrer Mitglieder in journalistischer Langform, vornehmlich in Medien wie der ZEIT und dem Magazin der Süddeutschen Zeitung, äußern sich verschiedene Mitglieder auch immer wieder öffentlich zu erzählerischem Journalismus. Außerdem bietet die Autorenagentur verschiedene Fortbildungen im Bereich des Narrativen Journalismus an, die unter Leitung renommierter Autorinnen und Autoren wie etwa Nora Bossong, Dimitrij Kapitelman, Katrin Langhans oder Manuel Stark an der Reporter Akademie in Berlin stattfinden.